# Айнесон, Тони
Энтони Бремор (Тони) Айнесон (англ. Anthony Braemar (Tony) Ineson, 23 апреля 1950, Крайстчёрч, Новая Зеландия) — новозеландский хоккеист (хоккей на траве), защитник. Олимпийский чемпион 1976 года.

## Биография
Тони Айнесон родился 23 апреля 1950 года в новозеландском городе Крайстчёрч.
Играл в хоккей на траве за «Юнивёрсити оф Кентербери» из Крайстчёрча.
В 1976 году вошёл в состав сборной Новой Зеландии по хоккею на траве на летних Олимпийских играх в Монреале и завоевал золотую медаль. Играл на позиции защитника, провёл 7 матчей, забил 4 мяча (по одному в ворота сборных Бельгии, Пакистана, Нидерландов и Австралии). Был капитаном команды. Два гола Инесона со штрафных угловых были определяющими для новозеландцев: он забил победный мяч в полуфинале против нидерландцев (2:1) и единственный гол в финале с австралийцами (1:0).
В 1980 году был включён в состав сборной Новой Зеландии на летние Олимпийские игры в Москве, но новозеландцы бойкотировали их.
После окончания игровой карьеры руководил филиалом Adidas в Крайстчёрче, работал в мебельной компании, занимался продажами твёрдого топлива.

## Семья
Старший брат Тони Айнесона Крис Айнесон (род. 1945) также играл за сборную Новой Зеландии по хоккею на траве, в 1972 году участвовал в летних Олимпийских играх в Мюнхене.
У Тони Айнесона и его жены Джилл трое детей. Две дочери занимались конным спортом, сын — хоккеем на траве.

## Увековечение
В 1990 году в составе сборной Новой Зеландии, выигравшей Олимпиаду, введён в Новозеландский спортивный Зал славы.